# Kodi (onderdistrict)

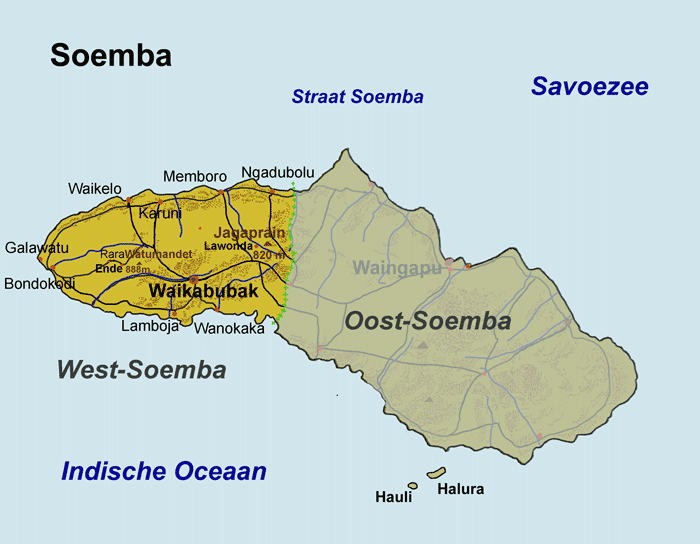
Kodo Bokol ligt op West-Soemba

Kodi, ook wel Kodi Bokol, is een Kodisch onderdistrict (kecamatan) van West-Soemba, een regentschap gelegen op Soemba in de provincie Oost-Nusa Tenggara in de Zuidoost-Aziatische eilandnatie Indonesië. In Kodi spreekt men het Kodi Bokol, een Kodisch dialect dat tot de Austronesische taalfamilie behoort.

## Geografie en transport
Kodi Bokol telt 23 dorpen. Het bestuurscentrum Bondokodi ligt aan de zuidgrens van het subdistrict op ongeveer 3,5 kilometer van de kust.

## Etymologie
In het Kodisch betekent bokol onder meer "groot" en "uitgestrekt". Vandaar dat, als men het over het onderdistrict heeft, men het soms over Kodi Bokol, "Groot-Kodi", heeft, om verwarring met het hoofdstadje Bondokodi, dat op zijn beurt soms kortweg Kodi wordt genoemd, te vermijden.

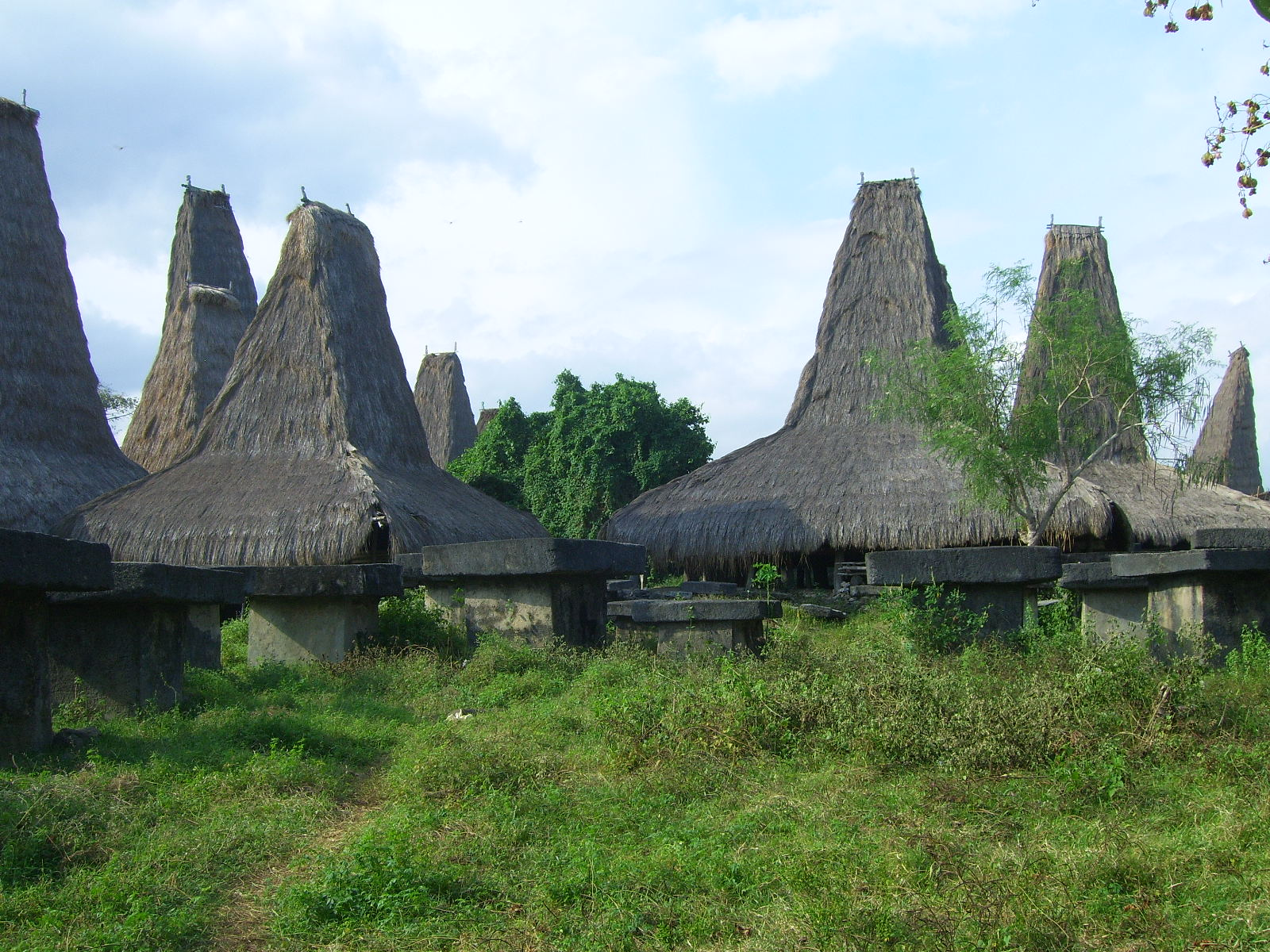
Traditionele Soembanese huizen bij Bondokodi

Katikutana · Kodi · Kodi Bangedo · Waikabubak · Lamboja · Loli · Laura · Mamboro · Noord-Wadjewa · Oost-Wadjewa · Tana Righu · Umbu Ratu Nggay · Wanokaka · West-Wadjewa · Zuid-Wadjewa